# Sergio Córdova
Sergio Duvan Córdova Lezama (* 9. August 1997 in Calabozo) ist ein venezolanischer Fußballspieler. Er steht bei den Vancouver Whitecaps unter Vertrag und ist A-Nationalspieler.

## Karriere

### Verein
Córdova kam 2013 vom Arroceros de Calabozo FC zur Jugend des FC Caracas. 2015 debütierte er für die erste Mannschaft in der Primera División. In der Copa Sudamericana 2017 gab er mit Caracas gegen Club Cerro Porteño sein internationales Vereinsdebüt.
Im Juli 2017 wurde Córdova vom Bundesligisten FC Augsburg unter Vertrag genommen. Am 26. August 2017 erzielte er sein erstes Bundesligator im Heimspiel gegen Borussia Mönchengladbach zum 2:2-Endstand. Im Sturmzentrum wurde Córdova mit einigen Ausnahmen als Einwechselspieler eingesetzt, absolvierte 27 Pflichtspiele und konnte 4 Torbeteiligungen vorweisen. Allerdings fiel er auch einige Wochen verletzungsbedingt aus. Auch in den folgenden zwei Jahren setzten wechselnde Cheftrainer eher auf Michael Gregoritsch oder Alfreð Finnbogason und später auf Florian Niederlechner, zumal der Venezolaner immer wieder von weiteren Verletzungen zurückgeworfen wurde und lediglich an sechs weiteren Treffern direkt beteiligt war. Sechs Tore nach Einwechslungen machen ihn allerdings trotzdem zum erfolgreichsten Joker des Vereins in der höchsten deutschen Spielklasse.
Für die Saison 2020/21 wurde mit dem Aufsteiger und künftigen Konkurrenten Arminia Bielefeld ein Leihgeschäft vereinbart und der noch bis zum Jahr 2022 gültige Vertrag mit Córdova um drei weitere Jahre verlängert. Augsburg entsprach damit dem direkten Wunsch des Spielers nach besseren Einsatzchancen, wobei die Arminia Zweitligatorschützenkönig Fabian Klos wie auch Andreas Voglsammer hatte halten können und auch zwei weitere Stürmer neu verpflichtet hatte. Im Februar 2022 wurde Cordova bis Dezember 2022 an den MLS-Club Real Salt Lake ausgeliehen. In der Saison 2022 kam er in der regulären Saison auf 33 Einsätze, in denen er 9 Tore erzielte. Die Mannschaft erreicht in der Western Conference den 7. Platz und qualifizierte sich somit als letztes Team für die Play-offs. In der ersten Runde erzielte Córdova gegen den Austin FC beide Tore, jedoch verlor man nach einem 2:2 mit 1:3 im Elfmeterschießen.
Im Januar 2023 kehrte Córdova zunächst zum FC Augsburg zurück, ehe er am 20. Februar 2023 endgültig in die MLS wechselte und sich den Vancouver Whitecaps anschloss.

### Nationalmannschaft
Bei der U20-Südamerikameisterschaft 2017 erreichte Córdova mit der U20-Nationalmannschaft von Venezuela den dritten Platz. Daraufhin trug er bei der U20-Weltmeisterschaft 2017 mit vier Turniertoren zum Finaleinzug seiner Mannschaft bei. Am 28. August 2017 wurde Córdova erstmals in das Aufgebot der venezolanischen A-Nationalmannschaft für zwei anstehende WM-Qualifikationsspiele gegen Kolumbien und Argentinien nominiert und debütierte am 31. August 2017 in der Auswahl.